# 大塞洛赫湖

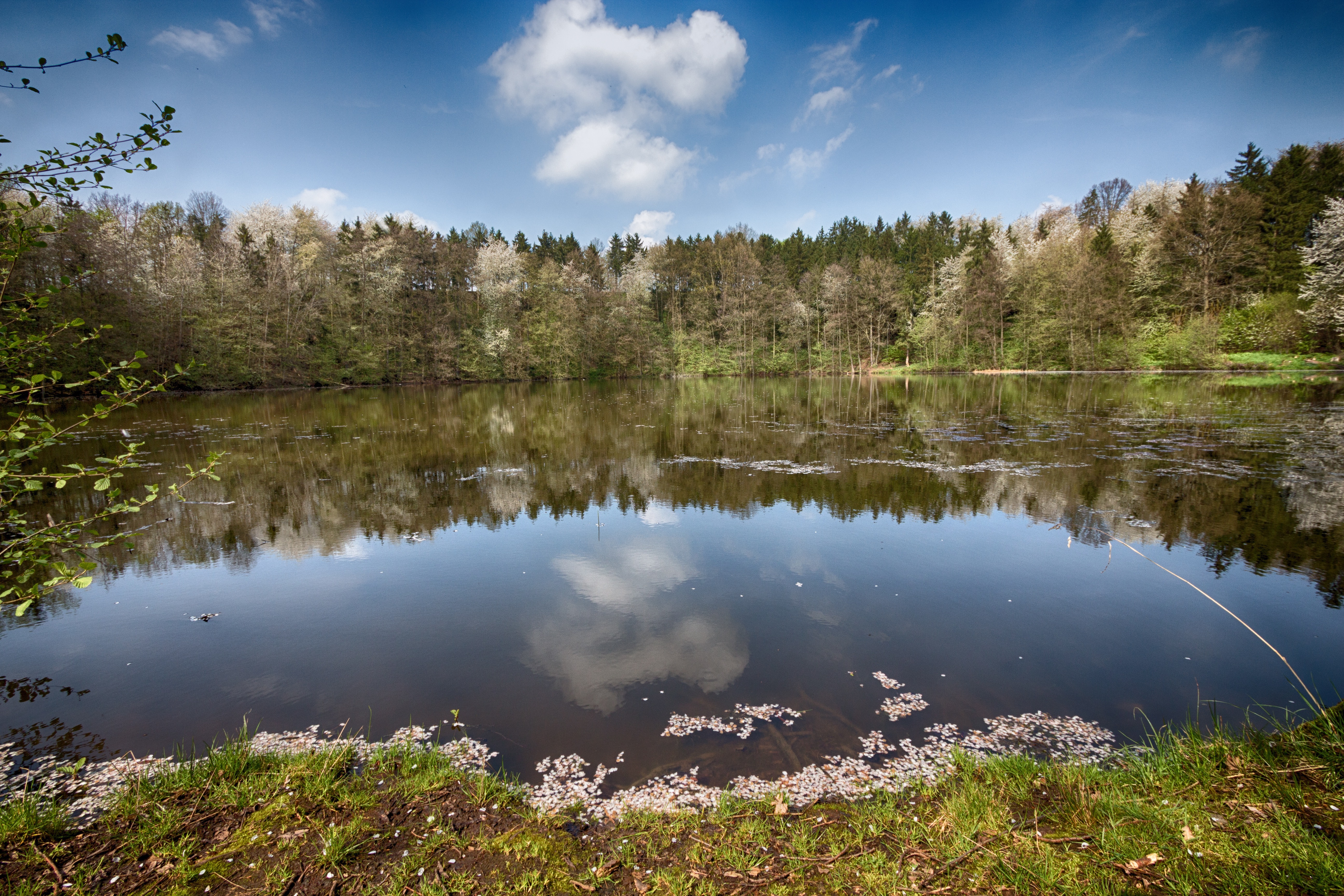

51°30′50.81″N 10°42′1.47″E / 51.5141139°N 10.7004083°E
大塞洛赫湖（德語：Großes Seeloch），是德國的湖泊，位於該國中部，由圖林根州負責管轄，面積0.02平方公里，海拔高度230米，平均水深9米，最大水深17米，水體容量17.5萬立方米。